# Communauté de communes du canton de Saint-Martory
La Communauté de communes du canton de Saint-Martory est une ancienne communauté de communes française de la  Haute-Garonne, en région Occitanie.

## Historique
La Communauté de Communes du Canton de Saint-Martory (3CSM) est un établissement public de coopération intercommunale à fiscalité propre. Elle est créée par arrêté préfectoral en date du 6 décembre 2001 en lieu et place du SIVOM du Canton de Saint-Martory. La 3CSM regroupe les 12 communes du Canton de Saint-Martory soit une superficie de 89 km². En 2013 la population municipale est de 3738 habitants.
La communauté est membre du Pays Comminges Pyrénées.
Le 1er janvier 2017, elle fusionne avec la Communauté de communes du canton de Salies-du-Salat et la Communauté de communes des Trois Vallées pour former la Communauté de communes Cagire-Garonne-Salat.

## Communes adhérentes
| Nom                        | Code Insee | Gentilé           | Superficie (km2) | Population (dernière pop. légale) | Densité (hab./km2) |
| -------------------------- | ---------- | ----------------- | ---------------- | --------------------------------- | ------------------ |
| Saint-Martory (siège)      | 31503      | Saint-Martoriens  | 8,30             | 944 (2014)                        | 114                |
| Arnaud-Guilhem             | 31018      | Arnaud-Guilhémois | 7,70             | 232 (2014)                        | 30                 |
| Auzas                      | 31034      | Auzasiens         | 7,89             | 221 (2014)                        | 28                 |
| Beauchalot                 | 31050      | Beauchalotois     | 6,33             | 582 (2014)                        | 92                 |
| Castillon-de-Saint-Martory | 31124      | Castilloriens     | 10,98            | 374 (2014)                        | 34                 |
| Le Fréchet                 | 31198      | Fréchetois        | 4,21             | 113 (2014)                        | 27                 |
| Laffite-Toupière           | 31260      | Laffipiérois      | 4,84             | 102 (2014)                        | 21                 |
| Lestelle-de-Saint-Martory  | 31296      | Lestelois         | 9,40             | 448 (2014)                        | 48                 |
| Mancioux                   | 31314      | Manciousains      | 7,22             | 442 (2014)                        | 61                 |
| Proupiary                  | 31440      | Proupiaryens      | 4,95             | 69 (2014)                         | 14                 |
| Saint-Médard               | 31504      | Saint-Médardois   | 5,32             | 218 (2014)                        | 41                 |
| Sepx                       | 31545      | Sepsois           | 12,37            | 221 (2014)                        | 18                 |

## Démographie
| 2001 | 2006 | 2010  | 2013  |
| ---- | ---- | ----- | ----- |
| -    | -    | 3 668 | 3 884 |

## Administration

### Présidence
| Période | Période          | Identité         | Étiquette | Qualité                |
| ------- | ---------------- | ---------------- | --------- | ---------------------- |
| 2001    | 2008             | Joseph Lafuste   | PS        | maire de Saint-Martory |
| 2008    | 31 décembre 2016 | Raymond Nomdedeu |           | maire de Saint-Médard  |

### Les élus
Le conseil communautaire de la communauté de communes du canton de Saint-Martory se compose de 21 membres représentant chacune des communes membres.
Ils sont répartis comme suit :
| Nombre de délégués | Communes                                                                           |
| ------------------ | ---------------------------------------------------------------------------------- |
| 1                  | Arnaud-Guilhem, Auzas, Le Fréchet, Laffite-Toupière, Proupiary, Saint-Médard, Sepx |
| 2                  | Castillon-de-Saint-Martory, Lestelle-de-Saint-Martory, Mancioux                    |
| 3                  | Beauchalot                                                                         |
| 4                  | -                                                                                  |
| 5                  | Saint-Martory                                                                      |

## Compétences
- Aménagement de l’espace communautaire:
  - Schéma d’aménagement et de développement intercommunal ;
  - Contractualiser dans le cadre du Pays pour élaborer le SCOT
  - Créer des zones d’aménagement concerté d’intérêt communautaire

- Développement économique :
  - Études, actions et opérations d’intérêt économique de la communauté
  - Création aménagement et gestion de zones d’activités industrielles, commerciales, artisanales ou touristiques
  - Actions de développement économique d’intérêt communautaire
  - Maintien des services publics en milieu rural

- Développement touristique :
  - Développement d’un tourisme en harmonie avec le territoire
  - Animation, promotion et valorisation du patrimoine
  - Promotion d’une politique culturelle de proximité
  - Création et mise en œuvre d’un schéma d’aménagement touristique
  - Signalisation touristique, réalisation d’études

- Protection et mise en valeur de l’environnement
  - Collecte et traitement des déchets avec gestion d’une déchetterie
  - Valorisation du patrimoine naturel et architectural du territoire

- Politique du logement et du cadre de vie :
  - Développer une politique de logement et actions en faveur de personnes défavorisées
  - Coordonner des politiques de mise en valeur et de fleurissement des villages
  - Mettre en place un observatoire de l’habitat, participer à des OPAH

- Voirie :
  - Création, gestion, aménagement des voies communales et rurales
  - Hydraulique agricole (curage des fossés mères)

- Construction, entretien et fonctionnement d’équipements culturels et sportifs et d'équipements de l'enseignement préélémentaire et élémentaire :
  - Construction, aménagement, entretien et gestion d’équipements collectifs à caractère éducatif, social, culturel et sportifs d’intérêt communautaire

- L’action sociale :
  - Mise en œuvre et gestion d’un service aide-ménagère
  - Mise en œuvre et gestion de structure d’accueil définitif ou temporaire des personnes âgées
  - Mise en œuvre et gestion de transport à la demande